# Громада (село)
Грома́да — село в Україні, у Любарській територіальній громаді Житомирського району Житомирської області. Чисельність населення становить 1 505 осіб (2001). У 1994—2017 роках — адміністративний центр колишньої однойменної сільської ради.

## Населення
Відповідно до результатів перепису населення СРСР, кількість населення станом на 12 січня 1989 року становила 1 195 осіб. Станом на 5 грудня 2001 року, відповідно до перепису населення України, кількість мешканців села становила 1 505 осіб.

### Мова
Розподіл населення за рідною мовою за даними перепису 2001 року:
| Мова            | Кількість | Відсоток |
| --------------- | --------- | -------- |
| українська      | 1487      | 98.80 %  |
| російська       | 15        | 1.00 %   |
| білоруська      | 2         | 0.13 %   |
| румунська       | 1         | 0.07 %   |
| інші/не вказали | 1         | 0.16 %   |
| Усього          | 1505      | 100 %    |

## Історія
Поблизу села виявлено залишки поселень трипільської і черняхівської культур та давньоруського селища.
Утворене 29 червня 1960 року, відповідно до рішення Житомирського облвиконкому № 683 «Про об'єднання деяких населених пунктів області», шляхом об'єднання с. Казенна Громада та хуторів Данців і Цілинова Видра Старолюбарської сільської ради Любарського району Житомирської області. 30 грудня 1962 року, в складі сільської ради, передане до Дзержинського району Житомирської області. 7 січня 1963 року, відповідно до рішення Житомирського облвиконкому № 16 «Про об'єднання та ліквідацію деяких сільських і селищних рад», село підпорядковане Стрижівській сільській раді Любарського району. 4 січня 1965 року, в складі сільської ради, повернуте до складу відновленого Любарського району. 18 травня 1994 року, відповідно до рішення Житомирської обласної ради «Про утворення Громадської сільської ради Любарського району», в селі утворено Громадську сільську раду Любарського району.
10 березня 2017 року включене до складу новоутвореної Любарської територіальної громади Любарського району Житомирської області. Від 19 липня 2020 року, разом з громадою, в складі новоствореного Житомирського району Житомирської області.